# Lijst van Vineaanse ruimteschepen
Dit is een lijst van Vineaanse ruimteschepen uit de Yoko Tsuno-stripboeken van de Belgische striptekenaar Roger Leloup.
| Ruimteschip               | Franse naam                      | Verhaal                 | Korte beschrijving | Afmetingen, aandrijving en bemanning                                              |
| ------------------------- | -------------------------------- | ----------------------- | --- | --------------------------------------------------------------------------------- |
| Aeronef I                 | Navette I                        | Trio in het onbekende   | Dit is het meest gebruikte transporttoestel van de Vineanen. 16 van deze toestellen werden door het evacuatieschip van Vinea naar de Aarde meegebracht. Het schip heeft zes motoren, waarvan er vier gedraaid kunnen worden zodat verticaal kan worden opgestegen. | Lengte: 40 m Breedte: 40 m Motoren: 2+4 Bemanning: 1                              |
| Aeronef II                | Navette II                       | Vulcanus' smidse        | Vrijwel gelijk aan type I, behalve dat het slechts drie motoren heeft, en de cockpit en de passagiersstoelen een hoek van 90 graden kunnen maken. Dit is noodzakelijk omdat dit model via een verticale buis gelanceerd wordt.                                     | Lengte: 40 m Breedte: 40 m Motoren: 3 Bemanning: 9                                |
| Aeronef III (Astronef)    | Navette III                      | De 3 zonnen van Vinea   | Astronef-slaapschip voor interplanetaire reizen. Drie motoren, maar in de ruimte kan een speciaal element met fotonenmotor worden aangekoppeld, waardoor het schip snelheden kan bereiken die de lichtsnelheid benaderen.                                          | Lengte: 40 m (50 m met fotonenmotor) Breedte: 40 m Motoren: 3 (4) Bemanning: 6    |
| Aeronef IV                | Navette IV                       | De 3 zonnen van Vinea   | Ontdekkingsschip met onderzoeks- en analyse-instrumenten. Bevat een tweepersoons verkenningsschip. Vier gewone motoren en een fotonenmotor. | Lengte: 40 m Breedte: 40 m Motoren: 4+1 Bemanning: 4                              |
| Prototype onderzoeksschip | Prototype Vinéen                 | De Titanen              | Prototype onderzoeks- en transportschip. | Lengte: 70 m Breedte: 30 m Motoren: 6+3+8 Bemanning: 10                           |
| Akhars schip              | Le Vaisseau d'Akhar              | De bannelingen van Kifa | Geavanceerd schip met deeltjesversnellermotor, waarmee sneller dan licht kan worden gereisd. Bestuurd door Akhbar, een kunstmatige intelligentie. Bevat een transportshuttle.                                                                                      | Lengte: 90 m Breedte: 40 m Motoren: 3+10+4 Bemanning: 4                           |
| Ryu                       | Ryu                              | De bannelingen van Kifa | Ryu, Japans voor draak, is het met Vinadium aangedreven schip van Yoko Tsuno. Eerder was dit schip van Kifa's laatste heerser Gobol. Ryu wordt bestuurd door de kunstmatige intelligentie Akina.                                                                   | Lengte: 90 m Breedte: 40 m Motoren: 9+2+12 Bemanning: 1                           |
| Transportshuttle          | Navette de vaisseau intersidéral | Het licht van Ixo       | Kleine shuttle die vanuit een groter schip wordt gelanceerd. Bedoeld voor transport of onderzoek. Drie standaardmotoren en 8 stuurmotoren. | Lengte: 25 m Breedte: 8 m Motoren: 3+6+2 Bemanning: 7                             |
| Planetair evacuatieschip  | Vaisseau Intersidéral            | Trio in het onbekende   | Transportschip met een capaciteit van 100.000 passagiers waarmee de planeet Vinea werd geëvacueerd. Met fotonenmotor en automatische piloot. Er werden elf schepen gebouwd.                                                                                        | Lengte: 300 m Diameter: 60 m Motoren: 1 Bemanning: autopiloot                     |
| Onderhoudsschip           | Aéronef d'entretien              | De Titanen              | Schip met zes standaardmotoren en 16 stuurmotoren voor onderhoud aan de kunstmatige klimaatgrens van Vinea. | Lengte: 54 m Breedte: 30 m Motoren: 3+3+16 Bemanning: 7                           |
| Verkenningsschip          | Aéronef Vinéen biplace           | De 3 zonnen van Vinea   | Tweezitstoestel voor lage verkenningsvluchten. De vier vleugels staan in een X-stand (van bovenaf gezien) en sluiten zich bij hogere snelheden aaneen. | Lengte: 5 m Breedte: 5 m(X) (7 m met gesloten vleugels) Motoren: 3+1 Bemanning: 2 |